# Стычка у Грейт-Медоуз
Стычка у Грейт-Медоуз или Жюмонвильский инцидент (Jumonville affair) — столкновение между отрядом британских колониальных войск под руководством Джорджа Вашингтона и французскими солдатами в местечке Грейт-Медоуз в Северной Америке 28 мая 1754 года, спровоцировавшее начало так называемой Франко-индейской войны.

## Предыстория
В 1753 году напряжённость на границе колониальных владений Великобритании и Франции в долине реки Огайо достигла своего апогея. Узнав о претензиях британского правительства на эти земли, основанных на правах так называемой Огайской компании, французское командование приняло решение о строительстве фортов для защиты от возможной военной угрозы. Зимой 1753—1754 годах губернатор Роберт Динвидди Вирджинии послал Джорджа Вашингтона в экспедицию в Огайо для уведомления французов о принадлежности этих земель английскому королю с требованием их ухода. Переговоры, однако, провалились: французы твёрдо заявили, что не собираются покидать эти земли.
Тогда, вслед за этим в марте 1754 года губернатор Виргинии Роберт Динвидди присвоил Вашингтону звание подполковника и поручил ему отправиться во главе отряда ополченцев в долину Огайо и начать строительство форта в развилке рек Мононгахила и Аллегейни. Ко времени выступления отряд Вашингтона насчитывал 120 или 160 человек. Ещё раньше в Огайо выступил авангард британских колониальных войск во главе с капитаном Уильямом Трентом. 17 февраля Трент с отрядом в 40 ополченцев прибыл к месту слияния рек Мононгахила и Аллегейни, где начал строительство укреплений. Вскоре к ним подошел крупный французский отряд в 800 солдат. Французские офицеры предложили колонистам выбор: погибнуть в недостроенном форте или отступить. Трент с ополченцами сочли за благо покинуть укрепления и повернули назад, встретив по дороге главные силы под руководством Вашингтона. Французы тем временем закончили работы англичан, выстроив сильный форт Дюкен.
Получив новости от Трента о постигшей их неудаче, Вашингтон решил не возвращаться с позором, а вступить с ними в сражение, запросив подкрепления. Построив укрепленный частоколом лагерь ("форт" Нессесити) в 37 километрах от слияния рек и стал ждать подкреплений. 23 мая французское командование приняло решение вытеснить англичан с их территории, послав отряд численностью 50 человек во главе с офицером Жозефом Кулоном де Жюмонвилем. 26 мая отряд занял поселение, известное как Плантация Джиста. Кристофер Джист отследил перемещения противника и доложил о них Вашингтону. После получения известия о наступлении французов Вашингтон приказал войскам окопаться и приготовиться к атаке.

## Сражение
27 мая Вашингтон получил известие от вождя союзного индейского племени о местоположении французского лагеря. Утром 28 мая Вашингтон во главе отряда в 40 человек атаковал лагерь. Французы заметили противника и забили тревогу. Бой длился всего около 15 минут. Английские ополченцы и союзные индейцы быстро разбили французский отряд, потеряв всего 1 человека убитым и 2 ранеными. Потери французов составили 10—12 человек, среди раненых оказался командующий Жюмонвиль (вскоре убитый индейцами), в плен попали 21 солдат. Вашингтон вскоре вернулся с отрядом обратно и начал строительство форта Нессесити. Инцидент послужил поводом для начала крупного колониального конфликта между французскими и английскими войсками в Северной Америке.
Французы оставили своё описание тех событий, которой во многом отличается от английской версии. По их словам, они проснулись, обнаружив себя в окружении индейцев и англичан, и англичане первые начали стрелять. Жюмонвиль через переводчика потребовал от англичан прекратить стрельбу, и когда те прекратили, он зачитал им письменный ультиматум с требованием немедленно покинуть французские владения. Когда он читал, его убили выстрелом в голову, после чего англичане набросились на французов и только заступничество индейцев спасло их от уничтожения.
Вашингтон в отчёте так же писал, что французы представились дипломатами, но он не поверил им, потому что дипломатическая миссия не стала бы прятаться в лесах, а прямо явилась бы к нему в лагерь и вручила ему письмо. Он был уверен, что французы вели разведку перед нападением на форт Несисити.

## Последствия
Уильям Теккерей писал в романе «Виргинцы» по поводу этого столкновения: «Встретившись с их авангардом, он открыл огонь и убил вражеского офицера… Как странно, что молодому виргинскому офицеру выпало на долю произвести в первобытном пенсильванском лесу роковой выстрел — и разбудить войну, которой суждено было длиться шестьдесят лет, захватить всю его родную страну и перекинуться в Европу, стоить Франции её американских владений, отторгнуть от нас наши американские колонии и создать великую западную республику, а затем, утихнув в Новом Свете, вновь разбушеваться в Старом, причем из мириад участников этой гигантской схватки величайшая слава досталась тому, кто нанес первый удар!».